# Eleccions al Parlament de Catalunya de 1992
El diumenge 15 de març de 1992 se celebraren les quartes eleccions al Parlament de Catalunya després del restabliment de la democràcia a Espanya, i el restabliment de la Generalitat de Catalunya en 1979. Foren convocades a votar 4.839.071 persones majors de 18 anys i amb dret a vot en Catalunya. Les eleccions serviren per a escollir als 135 parlamentaris de la segona legislatura democràtica. Acudiren a votar 2.655.051 persones, amb una participació del 54,87 per cent, cinc punts per dessota de la participació de quatre anys abans.
El partit més votat fou, per quarta vegada consecutiva, Convergència i Unió qui, amb 1.221.233 vots (un 46.19 por cent), obtingué 70 escons, 1 més que a les anteriors eleccions, i 30 més que la segona força política, el Partit dels Socialistes de Catalunya, la qual cosa tornaria a donar a CiU la majoria absoluta per tercera vegada consecutiva.
Després de la formació del Parlament de Catalunya, el candidat de Convergència i Unió, Jordi Pujol, fou investit President de la Generalitat de Catalunya, per quarta vegada consecutiva.

## Dades generals
- Cens: 4.839.071
- Meses: 7.246
- Votants: 2.655.051 (54,87%)
- Abstenció: 2.184.020 (45,13%)
- Vots:

- Vàlids: 2.643.910 (99,58%)
- a candidatures: 2.612.818 (98,41%)
- en blanc: 31.092 (1,17%)
- nuls: 11.141 (0,42%)

## Resultats
Només es presenten les candidatures amb més de 1.000 vots
En negreta, els partits de Govern
Resum Resultats Eleccions al Parlament de Catalunya 1992
| Candidatures | Candidatures                                                | Vots 1992 | % Vot 1992 | Parl. 1992 | Vots 1988 | % Vot 1988 | Parl. 1988 |
| ------------ | ----------------------------------------------------------- | --------- | ---------- | ---------- | --------- | ---------- | ---------- |
|              | Convergència i Unió (CiU)                                   | 1.221.233 | 46,19      | 70         | 1.232.514 | 45,72      | 69         |
|              | Partit dels Socialistes de Catalunya (PSC-PSOE)             | 728.311   | 27,55      | 40         | 802.828   | 29,78      | 42         |
|              | Esquerra Republicana de Catalunya (ERC)                     | 210.366   | 7,96       | 11         | 111.647   | 4,14       | 6          |
|              | Iniciativa per Catalunya (IC)                               | 171.794   | 6,50       | 7          | 209.211   | 7,76       | 9          |
|              | Partit Popular de Catalunya (PPC)                           | 157.772   | 5,97       | 7          | -         | -          | -          |
|              | Centro Democrático y Social (CDS)                           | 24.033    | 0,91       | 0          | 103.351   | 3,83       | 3          |
|              | Partit dels Comunistes de Catalunya (PCC)                   | 22.181    | 0,84       | 0          | -         | -          | -          |
|              | Els Verds-Unió Verda (EV-UV)                                | 14.041    | 0,53       | 0          | 8.105     | 0,30       | 0          |
|              | Agrupació Electoral José María Ruiz Mateos (AEJMRM)         | 13.067    | 0,49       | 0          | -         | -          | -          |
|              | Alternativa Verda-Moviment Ecologista de Catalunya (AV-MEC) | 10.323    | 0,39       | 0          | 16.346    | 0,61       | 0          |
|              | Partit Socialista dels Treballadors (PST)                   | 10.270    | 0,39       | 0          | 5.794     | 0,21       | 0          |
|              | Els Ecologistes (EE)                                        | 9.879     | 0,37       | 0          | -         | -          | -          |
|              | Partit Ecologista de Catalunya-Verdes (PEC-VERDES)          | 7.786     | 0,29       | 0          | 5.927     | 0,22       | 0          |
|              | Catalunya Lliure (CL)                                       | 5.241     | 0,20       | 0          | -         | -          | -          |
|              | Partit Obrer Revolucionari (POR)                            | 2.258     | 0,09       | 0          | 2.727     | 0,10       | 0          |
|              | Socialistes Independents (SI)                               | 2.080     | 0,08       | 0          | -         | -          | -          |
|              | Partit Humanista de Catalunya (PHC)                         | 1.752     | 0,07       | 0          | 2.195     | 0,08       | 0          |

### Diputats escollits
| CiU | PSC-PSOE | ERC | IC | PPC |
| Barcelona 1. Jordi Pujol i Soley 2. Macià Alavedra i Moner 3. Joaquim Xicoy i Bassegoda 4. Joaquim Molins i Amat 5. Joan Guitart i Agell 6. Xavier Trías i Vidal de Llobatera 7. Joan M. Vallvé i Ribera 8. Joan Rigol i Roig 9. Antoni Subirà i Claus 10. Antoni Comas i Balldellou 11. Raimon Escudé i Pladellorens 12. Domènec Sesmilo i Rius 13. Joaquim Ferrer i Roca 14. Ramon Camp i Batalla 15. Flora Sanabra i Villarroya 16. Ferran Pont i Puntigam 17. Jaume Camps i Rovira 18. Juli Sanclimens i Genescà 19. Joan Aymerich i Aroca 20. Llibert Cuatrecasas i Membrado 21. Rosa Bruguera i Bellmunt 22. Josep Serratusell i Sitjes 23. Enric Castellnou i Alberch 24. Josep Sánchez i Llibre 25. Enric Renau i Folch 26. Francesc Codina i Castillo 27. Salvador Esteve i Figueras 28. Eugeni-Jesús Pérez-Moreno i Pallarés 29. Carles Viñas i Serra 30. Esteve Orriols i Sendra 31. Víctor Vila i Giró 32. Ramon Tomàs i Riba 33. Pere Parera i Cartró 34. Pere Esteve i Abad 35. Jordi Vila i Foruny 36. Jaume Jané i Bel 37. Jaume Padrós i Selma 38. Roser Oller i Montia 39. Carles Campuzano i Canadès 40. Ramon Espadaler i Parcerisas 41. Ramon Mir i Ferrer Girona 1. Arcadi Calzada i Salavedra 2. Josep Capdeferro i Maureta 3. Josep Oriol Suñer i Carbó 4. Josep Coll i Bertran 5. Trinitat Neras Plaja 6. Josep Maria Salvatella i Suñer 7. Fèlix Bota i Gibert 8. Isabel Ruiz i Margalef 9. Eudald Casadesús i Barceló 10. Josep Moliner i Florensa 11. Carme Vidal i Xifré Lleida 1. Ramon Companys i Sanfeliu 2. Josep Varela i Serra 3. Josep Borràs i Gené 4. Glòria Pallé i Torres 5. Concepció Tarruella i Tomàs 6. Jaume Aligué i Escudé 7. Francesc Xavier Marimon i Sabaté 8. Isidre Gavín i Valls 9. Josep Lluís Boya i González Tarragona 1. Joan Maria Pujals i Vallvé 2. Ramon Grau i Gràcia 3. Joan M. Roig i Grau 4. Joan Manuel Carrera i Pedrol 5. Tomàs Gilabert i Boyer 6. Marià Curto i Forés 7. Joan Baptista Giménez i March 8. Joan Manel Sabanza i March 9. Joan Descals i Esquius | Barcelona 1. Josep Maria Obiols i Germà 2. Pasqual Maragall i Mira 3. Joan Reventós i Carner 4. Lluís Armet i Coma 5. Josep Maria Sala i Griso 6. Higini Clotas i Cierco 7. Manuela de Madre i Ortega 8. Antoni Castells i Oliveres 9. Antoni Dalmau i Ribalta 10. Oriol Martorell i Codina 11. Xavier Soto i Cortés 12. Rosa M. Barenys Martorell 13. Jaume Sobrequés i Callicó 14. Josep M. Rañé i Blasco 15. Esteve Tomàs i Torrens 16. Xavier Guitart i Domènech 17. Felip Lorda Alaiz 18. Santiago Riera i Olivé 19. Rosa Martí i Conill 20. Joan Oliart i Pons 21. Rafael Madueño i Sedano 22. Magí Cadevall i Soler 23. Celestino Corbacho Chaves 24. Dolors Torrent i Rius 25. Josep Clofent i Rosique 26. Daniel Font i Cardona 27. Joan Roma i Cunill Girona 1. Joaquim Nadal i Farreras 2. Arseni Gibert i Bosch 3. Manuel Nadal i Farreras 4. Pere Jordi Piella i Vilaregut Lleida 1. Antoni Siurana i Zaragoza 2. Ramon Vilalta i Oliva 3. Joan M. Ganyet i Solé 4. Teresa Utgés i Nogués Tarragona 1. Josep Abelló i Padró 2. Joan Maria Abelló i Alfonso 3. Martí Carnicer i Vidal 4. Alfred Pérez de Tudela i Molina 5. Rosa Vandellós i Lleixa | Barcelona 1. Àngel Colom i Colom 2. Josep Lluís Carod-Rovira 3. Jaume Rodri i Febrer 4. Xavier Bosch i Garcia 5. Jordi Portabella i Calvete 6. Salvador Morera i Tanyà Girona 1. Josep Maria Reguant i Gili 2. Joan Puigcercós i Boixassa Lleida 1. Miquel Pueyo i París Tarragona 1. Ernest Benach i Pascual 2. Josep Bargalló i Valls | Barcelona 1. Rafael Ribó i Massó 2. Joan Saura i Laporta 3. Antoni Farrés i Sabater 4. Immaculada Mayol i Beltrán 5. Roc Fuentes i Navarro 6. Magda Oranich i Solagran Tarragona 1. Víctor Manuel Gimeno i Sanz | Barcelona 1. Aleix Vidal-Quadras i Roca 2. Pedro Barceló García 3. Simó Pujol i Folcrà 4. Dolors Montserrat i Culleré 5. Víctor Ros i Casas Lleida 1. José Ignacio Llorens Torres Tarragona 1. Josep Curto i Casado |

### Investidura del president
| Primera Volta Majoria Absoluta (68 diputats) Requerida |                |    |    |    |   |   |       |
| Candidat: Jordi Pujol i Soley                          | Grups Polítics |    |    |    |   |   | TOTAL |
| Candidat: Jordi Pujol i Soley                          | Sí             | 70 |    |    |   |   | 70    |
| Candidat: Jordi Pujol i Soley                          | No             |    | 40 | 11 | 7 |   | 58    |
| Candidat: Jordi Pujol i Soley                          | Abstencions    |    |    |    |   | 7 | 7     |
| Candidat: Jordi Pujol i Soley                          | Absències      |    |    |    |   |   | 0     |